# Bill Kyle (Musiker)
William T. „Bill“ Kyle (* 1946 in Dunfermline; † 30. Oktober 2016) war ein schottischer Jazz- und Fusion-Musiker (Schlagzeug), Promoter und Clubbesitzer.

## Leben und Wirken
Kyle wuchs in Dunfermline auf und arbeitete in der Musikszene von Edinburgh und Glasgow. Anfang der 1970er-Jahre gründete er die Fusionband Head, auf deren Album Blackpool Cool (1977) er zu hören ist; die Band bestand bis 1981. Im Hauptberuf arbeitete er bei IBM in Greenock als Trainer im Projektmanagement. 1972 schuf er die gemeinnützige Organisation Platform, die in den 1970er- und 80er-Jahren Tourneen schottischer und ausländischer Jazzgruppen koordinierte. Mit Unterstützung des Scottish Arts Council ermöglichte Platform eine Tournee von Don Weller’s Major Surgery und Konzerte des Mahavishnu Orchestra in der Kelvin Hall. Nachdem er IBM verlassen hatte, arbeitete er als selbstständiger Trainer und Berater, daneben als Unterstützer des Scottish Jazz Network (1989–91) und als Promoter von Jazz-Veranstaltungen in Edinburgh und Glasgow. Kyle lebte mehrere Jahre in London und New York City, wo er 1980 Unterricht bei Tony Williams nahm; 2002 kehrte er nach Edinburgh zurück und gründete den Jazzclub The Bridge Jazz Bar, in dem Musiker wie Joe Locke, Jeff Tain Watts, Bob Sheppard, Benn Clatworthy, Theo Travis, Viktoria Tolstoy, Buster Williams, Lenny White und Lee Konitz gastierten. Im Dezember 2002 wurde der Club bei einem Großbrand im Cowgate-Viertel zerstört. Mitte 2005 konnte er mit ehrenamtlicher Unterstützung den Nachfolgeclub The Jazz Bar in der Chambers Street eröffnen. Er war 1983 bei Aufnahmen von Tommy Smith  beteiligt, die er auch produzierte.